# Алпско скијање на Зимским олимпијским играма 2006.
Такмичења у алпском скијању на Зимским олимпијским играма 2006. у Торину одржано је између 12. и 25. фебруара 2006.. Седам од десет трка су се одржале у италијанском скијашком центру Сестријереу (100 км западно од Торина) на три скијашке стазе, док су остале три трке одржане на стази у Чезана Сан Сикарију.
Највише успеха имали су представници Аустрије који су укупно освојили 14 од укупно могићих 30 медаља. Били су најбољи и у мушкој и у женској конкуренцији. Најуспешнији поједицни су такође били представници Аустрије Михаела Дорфмајстер и Бенјамин Рајх који су освојили по две златне медаље.

## Дисциплине
На играма у Торину 2006. у алпском скијању такмичење је одржано у десет дисциплина, пет мушких и пет женских.
| Мушкарци           | Жене               |
| ------------------ | ------------------ |
| Спуст              | Спуст              |
| Велеслалом         | Велеслалом         |
| Слалом             | Слалом             |
| Супервелеслалом    | Супервелеслалом    |
| Алпска комбинација | Алпска комбинација |

## Сатница такмичења и карактеристике стаза
| Датум (време)       | Дисциплина             | Старт висина | Финиш висина | Висинска разлика | Дужина атазе | Проц. нагиба |
| ------------------- | ---------------------- | ------------ | ------------ | ---------------- | ------------ | ------------ |
| Нед. 12.01. (12:00) | Спуст - муш.           | 2.800 м      | 1.886 м      | 914 м            | 3.299 м      | 27,7%        |
| Сре. 15.02 (12:00)  | Спуст - жене           | 2.538 м      | 1.738 м      | 800 м            | 3.058 м      | 26,2         |
| Уто. 14.02. (12:00) | Спуст - (К) - муш      | 2.686 м      | 1.886 м      | 800 м            | 2.965 м      | 27,0         |
| Суб. 18.02. (15:30) | Спуст - (K) - жене     | 2.286 м      | 1.738 м      | 548 м            | 2.331 м      | 23,5         |
| Суб. 18.02. (14:45) | Супервелеслалом - муш. | 2.536 м      | 1.886 м      | 650 м            | 2.325 м      | 28,0         |
| Пон. 20.02. (14:45) | Супервелеслалом - жене | 2.286 м      | 1.738 м      | 548 м            | 2.331 м      | 23,5         |
| Пон 20.02. (10:30)  | Велеслалом - муш.      | 2.480 м      | 2.030 м      | 450 м            |              |              |
| Пет 24.02. (9:30)   | Велеслалом - мене      | 2.370 м      | 2.030 м      | 340 м            |              |              |
| Суб 25.02. (15:00)  | Слалом - муш.          | 2.240 м      | 2.030 м      | 210 м            |              |              |
| Сре 22.02. (14:45)  | Слалом - жене          | 2.210 м      | 2.030 м      | 180 м            |              |              |
| Уто 14.02. (12:00)  | Слалом - (К) - муш.    | 2.210 м      | 2.030 м      | 180 м            |              |              |
| Пет 17.02. (17:00)  | Слалом - (K) - жене    | 2.170 м      | 2.030 м      | 140 м            |              |              |

## Квалификације
Рок за достављање пријава Организационом одбору био је 30. јануар 2006.
Генерално, да би се такмичили спортисти морају бити међу првих 500 ма свету и морају да имају више од 120 ФИС бодова. Сваки национални олимпијски комитет (НОК) може послати на игре до 22 спортиста, у алпском скијању, али не више од 14 мушкараца или 14 жена. У свакој дисциплини може се такмичити највише 4 такмичара из било ког НОК-а. Ако под овим условима НОК има мање од двоје квалификованих спортиста, може послати једног мушкарца и једна жену са ФИС резултатом не већим од 140 бодова у дисциплинама слалома и велеслалома.

## Земље учеснице
Учествовало је 297 такмичара од тога 181 мушкарац и 117 жена из 60 земаља. Највише учесника је имала Италија 22, затим Аустрија 20, па Француска и САД по 17 такмичара.
| - Албанија (1) - Алжир (1) - Андора (2) - Аргентина (5) - Јерменија (1) - Аустралија (4) - Аустрија (20) - Босна и Херцеговина (2) - Бразил (2)} - Бугарска (4) - Канада (16) - Чиле (7) - Кина (2) - Хрватска (11) - Кипар (1) - Чешка (10) - Естонија (2) - Финска (4) - Француска (17) - Република Македонија (2) | - Грузија (1) - Немачка (6) - Уједињено Краљевство (6) - Грчка (2) - Мађарска (2) - Исланд (5) - Индија (2) - Иран (1) - Ирска (2) - Израел (1) - Италија (22) - Јапан (8) - Казахстан (2) - Јужна Кореја (4) - Киргистан (1) - Летонија (2) - Либан (2) - Лихтенштајн (4) - Литванија (2) - Мадагаскар (1) | - Монако (2) - Нови Зеланд (3) - Норвешка (7) - Пољска (3) - Румунија (2) - Русија (6) - Сан Марино (1) - Сенегал (1) - Србија и Црна Гора (3) - Словачка (6) - Словенија (11) - Јужноафричка Република (1) - Шпанија (4) - Шведска (13) - Швајцарска (12) - Таџикистан (1) - Турска (2) - Украјина (2) - Сједињене Америчке Државе (17) - Узбекистан (1) |

## Освајачи медаља

### Мушкарци
| Дисциплина      | Злато                                  | Злато   | Сребро                     | Сребро  | Бронза                      | Бронза  |
| Спуст           | Антоан Денерија · Француска            | 1:48,80 | Михаел Валхофер · Аустрија | 1:49,52 | Бруно Кернен · Швајцарска   | 1:49,82 |
| Комбинација     | Тед Лигети · Сједињене Америчке Државе | 3:09,35 | Ивица Костелић · Хрватска  | 3:09,88 | Рајнер Шенфелдер · Аустрија | 3:10,67 |
| Супервелеслалом | Ћетил Андре Омот · Норвешка            | 1:30,65 | Херман Мајер · Аустрија    | 1:30,78 | Амбрози Хофман · Швајцарска | 1:30,98 |
| Велеслалом      | Бенјамин Рајх · Аустрија               | 2:35,00 | Жоел Шенал · Француска     | 2:35,07 | Херман Мајер · Аустрија     | 2:35,16 |
| Слалом          | Бенјамин Рајх · Аустрија               | 1:43,14 | Рајнфрид Хербст · Аустрија | 1:43,97 | Рајнер Шенфелдер · Аустрија | 1:44,15 |

### Жене
| Дисциплина      | Злато                                      | Злато   | Сребро                     | Сребро  | Бронза                          | Бронза  |
| Спуст           | Михаела Дорфмајстер · Аустрија             | 1:56,49 | Мартина Шилд · Швајцарска  | 1:56,86 | Анја Персон · Шведска           | 1:57,13 |
| Комбинација     | Јаница Костелић · Хрватска                 | 2:51,08 | Марлис Шилд · Аустрија     | 2:51,58 | Анја Персон · Шведска           | 2:51,63 |
| Супервелеслалом | Михаела Дорфмајстер · Аустрија             | 1:32,47 | Јаница Костелић · Хрватска | 1:32,74 | Александра Мајсницер · Аустрија | 1:33,06 |
| Велеслалом      | Џулија Манкусо · Сједињене Америчке Државе | 2:09,19 | Танја Поутијаинен · Финска | 2:09,86 | Ана Отосон · Шведска            | 2:10,33 |
| Слалом          | Анја Персон · Шведска                      | 1:29,04 | Никол Хосп · Аустрија      | 1:29,33 | Марлис Шилд · Аустрија          | 1:29,79 |

## Биланс медаља
| Медаље земље домаћина |

|    | Држава                    | Злато | Сребро | Бронза | Укупно |
| -- | ------------------------- | ----- | ------ | ------ | ------ |
| 1. | Аустрија                  | 2     | 3      | 3      | 8      |
| 2. | Француска                 | 1     | 1      | 0      | 2      |
| 3. | Норвешка                  | 1     | 0      | 0      | 1      |
| 3. | Сједињене Америчке Државе | 1     | 0      | 0      | 1      |
| 5. | Хрватска                  | 0     | 1      | 0      | 1      |
| 6. | Швајцарска                | 0     | 0      | 2      | 2      |
|    | Укупно (6)                | 5     | 5      | 5      | 15     |

|    | Држава                    | Злато | Сребро | Бронза | Укупно |
| -- | ------------------------- | ----- | ------ | ------ | ------ |
| 1. | Аустрија                  | 2     | 2      | 2      | 6      |
| 2. | Хрватска                  | 1     | 1      | 0      | 2      |
| 3. | Шведска                   | 1     | 0      | 3      | 4      |
| 4. | Сједињене Америчке Државе | 1     | 0      | 0      | 1      |
| 5. | Финска                    | 0     | 1      | 0      | 1      |
| 5. | Швајцарска                | 0     | 1      | 0      | 1      |
|    | Укупно (6)                | 5     | 5      | 5      | 15     |

### Биланс медаља, укупно
|    | Држава                    | Злато | Сребро | Бронза | Укупно |
| -- | ------------------------- | ----- | ------ | ------ | ------ |
| 1. | Аустрија                  | 4     | 5      | 5      | 14     |
| 2. | Сједињене Америчке Државе | 2     | 0      | 0      | 2      |
| 3. | Хрватска                  | 1     | 2      | 0      | 3      |
| 4. | Француска                 | 1     | 1      | 0      | 2      |
| 5. | Шведска                   | 1     | 0      | 3      | 4      |
| 6. | Норвешка                  | 1     | 0      | 0      | 1      |
| 7. | Швајцарска                | 0     | 1      | 2      | 3      |
| 8. | Финска                    | 0     | 1      | 0      | 1      |
|    | Укупно (8)                | 10    | 10     | 10     | 30     |